# Lista över flygplatser i Slovakien
Lista över flygplatser i Slovakien.
Internationella flygplatser
| LOCATION   | ICAO | IATA | FLYGPLATSNAMN                     |
| ---------- | ---- | ---- | --------------------------------- |
| Bratislava | LZIB | BTS  | M. R. Štefánik flygplats          |
| Košice     | LZKZ | KSC  | Košices internationella flygplats |
| Piešťany   | LZPP | PZY  | Piešťany flygplats                |
| Poprad     | LZTT | TAT  | Poprad-Tatrys flygplats           |
| Sliač      | LZSL | SLD  | Sliač flygplats                   |
| Žilina     | LZZI | ILZ  | Žilinas flygplats                 |

Militärflygplatser
| LOCATION | ICAO | IATA | FLYGPLATSNAMN     |
| -------- | ---- | ---- | ----------------- |
| Malacky  | LZMC |      | Malacky flygplats |
| Trenčín  | LZTN |      | Trenčín flygplats |
| Prešov   | LZPW |      | Prešov flygplats  |